# 颱風珀西 (1990年)
颱風珀西（英語：Typhoon Percy）是1990年太平洋台风季中的其中一個热带气旋。

## 影響
英屬香港
當地懸掛最高風球信號： 一號戒備信號
天文台在6月28日早上8時正懸掛一號戒備信號，簹時珀西集結於香港之東南偏東約550公里。珀西於6月29日早上11時左右最接近香港，當時位於香港之東北偏東約350公里。香港普遍吹和緩偏西風。隨着珀西移離及開始減弱，一號戒備信號在當日下午1時30分除下。天文台總部於下午3時錄得最低瞬時海平面氣壓999.4百帕斯卡，當時珀西集結於香港之東北偏東約360公里。
6月28日天晴炎熱。珀西的外圍雨帶於6月29日初開始影響香港，早上有驟雨及雷暴。當日餘下時間多雲，有微雨。隨着珀西於6月30日在華南沿岸登陸及開始減弱，西南季候風變得活躍，香港有大雨及雷暴。天雨勢在黃昏減少，隨後兩日部份時間有陽光。

## 外部連結
- . 國立情報學研究所. （英文）